# Дуодонасто
Дуодонасто (осет. Дыууæдонастæу, дословно «меж двух вод/рек», груз. დუოდონასტო) — село в Дзауском районе Южной Осетии. Расположено в развилке при слиянии двух рек в одну — Кешельты (левый приток реки Паца). Ближайший населённый пункт — Кешельта.
Рядом с селом находятся древние осетинские склепы.

## Топографические карты
- Лист карты K-38-52 Джава. Масштаб: 1 : 100 000. Состояние местности на 1987 год. Издание 1989 г.